# Fulvetta vinipectus
Fulvetta vinipectus é uma espécie de ave da família Paradoxornithidae.
Pode ser encontrada nos seguintes países: Butão, China, Índia, Myanmar, Nepal e Vietname.
Os seus habitats naturais são: florestas temperadas.